# Masegosa
Masegosa – gmina w Hiszpanii, w prowincji Cuenca, w Kastylii-La Mancha, o powierzchni 33,16 km². W 2011 roku gmina liczyła 104 mieszkańców.